# Kabergolin
Kabergolin (Dostineks, Kabaser) je ergotni derivat, koji je potentan agonist dopaminskog receptora D2. In vitro ispitivanja su pokazala da kabergolin ima direktno inhibitorno dejstvo na hipofizne prolaktinske ćelije. On se često koristi kao početni agens u tretmanu prolaktinoma usled njegove visokog afiniteta za D2 mesta receptora, manje izraženih nuspojava, i podesnijeg režima doziranja u odnosu na stariji bromokriptin.

## Farmakologija
Mada je kabergolin široko poznat uglavnom kao dopaminski agonist D2 receptora, on takođe poseduje znatan afinitet za D3, D4, 5-HT1A, 5-HT2A, 5-HT2B, 5-HT2C, α2B- receptore, i umeren/nizak afinitet za D1 i 5-HT7 receptore. Kabergolin deluje kao agonist svih receptora izuzev 5-HT7 i α2B-, na kojima je antagonist.

## Spoljašnje veze
- Kabergolin

|  | Molimo Vas, obratite pažnju na važno upozorenje u vezi sa temama iz oblasti medicine (zdravlja). |